# Rex Club
Le Rex Club est un club situé à Paris en France. Il tire son nom de son installation dans le sous-sol du Grand Rex. Après avoir proposé de la musique disco dans les années 1970, puis rock et new wave dans les années 1980, sa programmation est depuis le début des années 1990 orientée vers la musique électronique ; cette salle est aujourd'hui considérée comme l'un des hauts lieux de la techno et de la house à Paris.
Il accueille des DJ’s français et internationaux comme  Erik Rug, Carl Cox, Jeff Mills, Miss Kittin, Roni Size, Boys Noize, Grand Master Dan ou encore Kerri Chandler. Laurent Garnier fut un des principaux artisans de l’essor du Rex notamment grâce à ses soirées Wake up.

## Technique
Le club, situé sous le bâtiment principal du cinéma, s'appelle initialement le Rêve. Fondé en 1932, il s'agit à l'époque d'un établissement chic. Il dispose alors d'un orchestre, qu'il perd en 1973 pour devenir le Rex Club. Il se met alors à l'heure du disco.
En 1984 le producteur de concerts Garance, accompagné de Christian Paulet comme régisseur, ouvre la programmation au punk rock alternatif, à la new wave et au funk. S'y produisent alors des artistes comme Prince, les Red Hot Chili Peppers ou Dead Can Dance. Les concerts perturbant les projections de cinéma, Christian Paulet propose alors au directeur de transformer la salle en discothèque. Il en devient le gérant en 1986, à l'âge de 22 ans, et introduit peu à peu la musique électronique dans la programmation, avec des soirées acid house hebdomadaires et les soirées « Wake Up » (de 1992 à 1994) organisées par Laurent Garnier et Éric Morand (fondateur du label F Communications). S'y produisent des DJ américains (Derrick May, Lil' Louis, Carl Cox, Ron Trent ou Jeff Mills) comme français (Daft Punk, DJ Deep). En 1995 le sound system est changé et la scène est remplacée par un DJ booth ; le club, d'une capacité de 800 personnes, est désormais exclusivement consacré aux musiques électroniques.
En 2005, Christian Paulet confie la programmation à Fabrice Gadeau.
En septembre 2006, le club s'est doté d'un nouveau sound system de multidiffusion unique au monde avec 70 points de diffusion répartis dans la salle.

## Publication
Le Rex publie un magazine mensuel gratuit intitulé Rexorama, qui traite de l'actualité des artistes techno, electro, house, drum and bass, etc.

## Voie aussi